# Gartenstadt Wandsbek

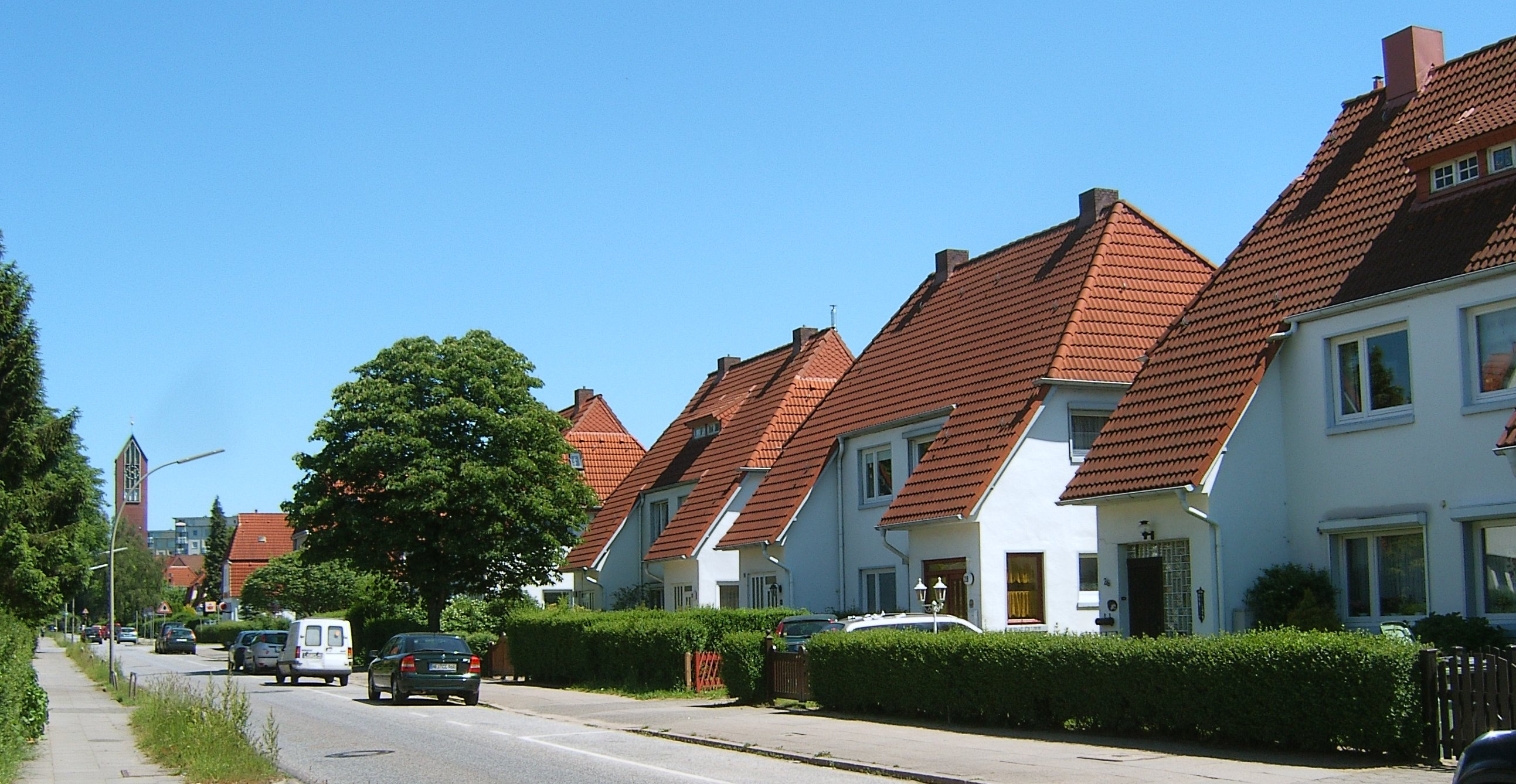
Die Gartenstadt

Die Gartenstadt Wandsbek [ˈvantsbeːk] ist eine Wohnsiedlung im Norden des Hamburger Stadtteils Wandsbek. Sie wurde ab 1910 auf dem Gebiet der damals noch selbständigen Stadt Wandsbek nach den Grundsätzen der damaligen Gartenstadt-Bewegung erbaut. Die Siedlung ist überwiegend mit Eigenheimen bebaut; entlang des Baches Osterbek, der die Grenze nach Bramfeld markiert, befinden sich auch Kleingartenvereine. 
Die Gartenstadt ist Namensgeber des U-Bahnhofs Wandsbek-Gartenstadt der Walddörferbahn, der heute von den U-Bahn-Linien U1 und U3 bedient wird.

## Lage
Die Siedlung grenzt im Norden an Bramfeld, im Osten an Tonndorf, im Westen an Dulsberg und Barmbek-Nord, im Süden an den Wandsbeker Ortsteil Hinschenfelde.

## Geschichte
Am 31. Januar 1910 wurde die Gartenstadt-Gesellschaft-Wandsbek gegründet. Das Ziel war, „in nächster Nähe der Großstadt Hamburg, minderbemittelten Familien oder Personen gesunde und zweckmäßige Wohnungen in eigens erbauten oder angekauften Häusern mit oder ohne Gärten zu billigen Preisen zu verschaffen“ (§ 2 der Satzung). In der Praxis waren dies zu mietende Doppelhaushälften, zu deren Anmietung man Genossenschaftsanteile erwerben musste. Die zu den Häusern gehörenden Gärten waren zur Selbstversorgung der Bewohner gedacht.
Die Gesellschaft erwarb ein 4,5 ha großes Gelände des Helbingschen Gutshofes und sicherte sich das Vorkaufsrecht für weitere 14 ha. Um 1909/1910 begann die Besiedelung im Bereich der Berner Straße (heute: Tilsiter Straße), Erikastraße (heute: Goldlackweg), Katharinenstraße (heute: Stephanstraße) und Rosenstraße (heute Gartenstadtweg) auf damals weiten freien Land. Es wurden mehrere Gebäudetypen als Zweifamilienhäuser entwickelt, die in Serie gebaut wurden und im besten Fall nur teilunterkellert waren, aber einen Dachboden besaßen. An der Kreuzung Gartenstadtweg/Tilsiter Straße entstand in dieser Zeit ein kleines Ladenzentrum mit acht Geschäften, deren Inhaber auch in diesen Gebäuden wohnten bzw. wohnen konnten. So gab es noch in den frühen 1970er Jahren einen Bäcker/Konditor (Breier), zwei Lebensmittelgeschäfte (zuletzt Edeka Wischer und Rewe Scherner), einen Fleischer, eine Drogerie (Ruthe), einen Schuhmacher (Brandt), ein Nähwarengeschäft und einen Tabak-/Lottoladen (Krug). All diese Geschäfte waren räumlich um die Kreuzung angeordnet, sind aber mittlerweile sämtlich verschwunden.
Noch während des Ersten Weltkrieges und kurz danach entstanden Siedlerhäuser entlang der Asternstraße und der Lilienstraße (heute: Immergrünweg). In den 1920er Jahren wurden südlich weitere Häuser am Nelkenweg, Lavendelweg und der Rosmarinstraße errichtet. All diese Häuser gehörten und gehören noch heute zur Gartenstadt-Genossenschaft WGW. Zusätzlich entstanden in den späten 1920er Jahren Häuser am Fliederweg (heute: Pillauer Straße). Bis 1939 kamen noch 150 Reihenhäuser einfacher Bauart sowie zwei Bunker am Anemonenweg hinzu. Damit war der Ausbau der Gartenstadt vor dem Zweiten Weltkrieg beendet. Der Rest des Gebietes in der Umgebung blieb damals landwirtschaftlich genutzt bzw. war Kleingartenland, so vor allem um die heutige Tilsiter Straße. Rund ein Drittel der Siedlerhäuser der WGW wurden im Zweiten Weltkrieg beschädigt bzw. zerstört. Erst nach der Währungsreform 1948 konnte an den umfassenden Wiederaufbau gegangen werden.
Im Juli 1950 wurden hier, wie in der ganzen Stadt, zahlreiche Straßen umbenannt, um Doppelbenennungen zu beenden. Nun waren die obigen Klammerangaben der Straßennamen gültig. Schon in den 1930er Jahren war eine weitere Besiedelung im Bereich östlich der Stephanstraße vorgesehen, doch zeitbedingt unterblieb dies. Erst Ende der 1950er Jahre wurden derartige Pläne wieder konkret. So entstanden 1958–1960 durch das seinerzeitige Gemeinnützige Wohnungsunternehmen Neues Hamburg (Vorläufer der späteren SAGA) die Zeilenbauten und die drei Hochhäuser an der Tilsiter Straße. Ab 1961 wurden die Wohnhäuser am Eydtkuhnenweg und Vosskuhlen (teilweise durch die WGW) sowie am Rauschener Ring gebaut. Bereits zum Buß- und Bettag 1956 wurde die St.-Stephan-Kirche an der Ecke Tilsiter Straße/Stephanstraße geweiht. Nach Einstellung der Straßenbahnlinie 5 richtete die Hamburger Hochbahn AG (HHA) die Buslinie 65 (später 165, jetzt Metrobuslinie 8) ein. Ab 1962 entstanden weiterhin umfassende Wohnbauten privater Träger und der Neuen Heimat südlich der Tilsiter Straße entlang der Stephanstraße und um die neu angelegte Bothmannstraße und Helbingstraße. Dafür wurden auch dort Kleingärten geopfert. Auch in der eigentlichen Gartenstadt entstanden durch die WGW weitere Neubauten: So um 1959 im Bereich Gartenstadtweg/Immergrünweg.
Am Friedrich-Ebert-Damm östlich der Stephanstraße entstand in diesem Zusammenhang um 1964 ein damals modernes Einkaufszentrum mit zahlreichen Fachgeschäften (u. a. PRO-Supermarkt und je einer Haspa- und Neuspar-Filiale) für die Regionalversorgung. Über dem Einkaufszentrum entstanden zwei Scheiben-Hochhäuser mit überwiegend schon damals Eigentumswohnungen. Ein weiteres kleines Einkaufszentrum entstand an der Ecke Vosskulen/Pillauer Straße mit Friseur, Gaststätte, Reinigung, Apotheke, Schuhgeschäft „Dima“, Drogerie „Ruthe“ und Supermarkt „Steinke“, später „T-Markt“. In der Pillauer Str. befand sich in dieser Zeit das Milchgeschäft „Horn“. An der Ecke Vosskulen/Am Schützenhof gab es bis Mitte der 1960er Jahre eine Kohlenhandlung, an deren Stelle dann eine CALTEX-, später TEXACO- / DEA- und dann eine SHELL-Tankstelle trat. Das allgemeine Ladensterben in dieser Gegend setzte 1976 ein, als am Friedrich-Ebert-Damm „Big Bär“ öffnete, ein für damalige Verhältnisse großer Supermarkt (später Toom, heute Kaufland).
Im August 1963 wurde nahe der Stephanstraße die Schule Tilsiter Straße eröffnet, die wenig später in Schule an der Gartenstadt umbenannt wurde. Nahe dieser Schule entstand zu dieser Zeit zusätzlich ein Haus der Jugend. Am unteren Ende der Stephanstraße entstand in jener Zeit eine weitere Grundschule, die Schule Stephanstraße 15, die anfänglich nur aus einem der in Hamburg typischen Klassenkreuze bestand. Nachdem 1973 an der Tilsiter Straße Ecke Vosskulen ein achtstöckiges Wohnhochhaus entstanden war, wofür ein Ziegelteich zugeschüttet wurde, war die Besiedelung der Gartenstadt weitgehend abgeschlossen.
Bis März 1959 führte durch die Lesserstraße eine Straßenbahnstrecke mit der Linie 1 bzw. zuletzt Linie 5. Sie wurde von der Buslinie 65 abgelöst, nach Einführung des Hamburger Verkehrsverbundes (HVV) Mitte der 1960er Jahre Linie 165 genannt, heute Metrobus-Linie 8. Von 1958 bis Anfang der 1960er Jahre endete am Bahnhof Wandsbek-Gartenstadt die Schnellbuslinie 36, die über die Innenstadt und die Elbchaussee nach Blankenese und Rissen führte. Sie wurde danach über den Friedrich-Ebert-Damm bis Farmsen-Berne weitergeführt. Im Friedrich-Ebert-Damm gab es ab 1927 ebenfalls eine Straßenbahnstrecke, die damals auf dem Mittelstreifen der teilweise ausgebauten Straße einen eigenen Gleisbereich hatte und dadurch den Charakter einer Schnellstraßenbahn hatte. Die Linie 8 wurde 1960 durch die Linie 16 abgelöst. Sie wurde im April 1963 stillgelegt und durch die Buslinie 71 ersetzt, ab etwa 1967 Linien 171 und 271. Als der Friedrich-Ebert-Damm Anfang der 1980er Jahre in seine heutige Form umgebaut wurde, kamen auf dem damals als Parkplatz benutzten Mittelstreifen die Straßenbahngleise zum Vorschein, die nun beseitigt wurden.
Die Gartenstadt wurde – wie Hinschenfelde, Marienthal, Jenfeld und Tonndorf – ein Stadtteil der damaligen Stadt Wandsbek. Seit 1951 ist Wandsbek Gartenstadt nur noch ein Ortsteil des Hamburger Stadtteils Wandsbek.

## U-Bahnhof
An der Lesserstraße befindet sich auf dem Bahndamm ein viergleisiger U-Bahnhof, der von den Linien U1 und U3 bedient wird. Südlich des Empfangsgebäudes befinden sich drei Bushaltestellen für die Linien 8, 118 und 166.

## Militärkrankenhaus

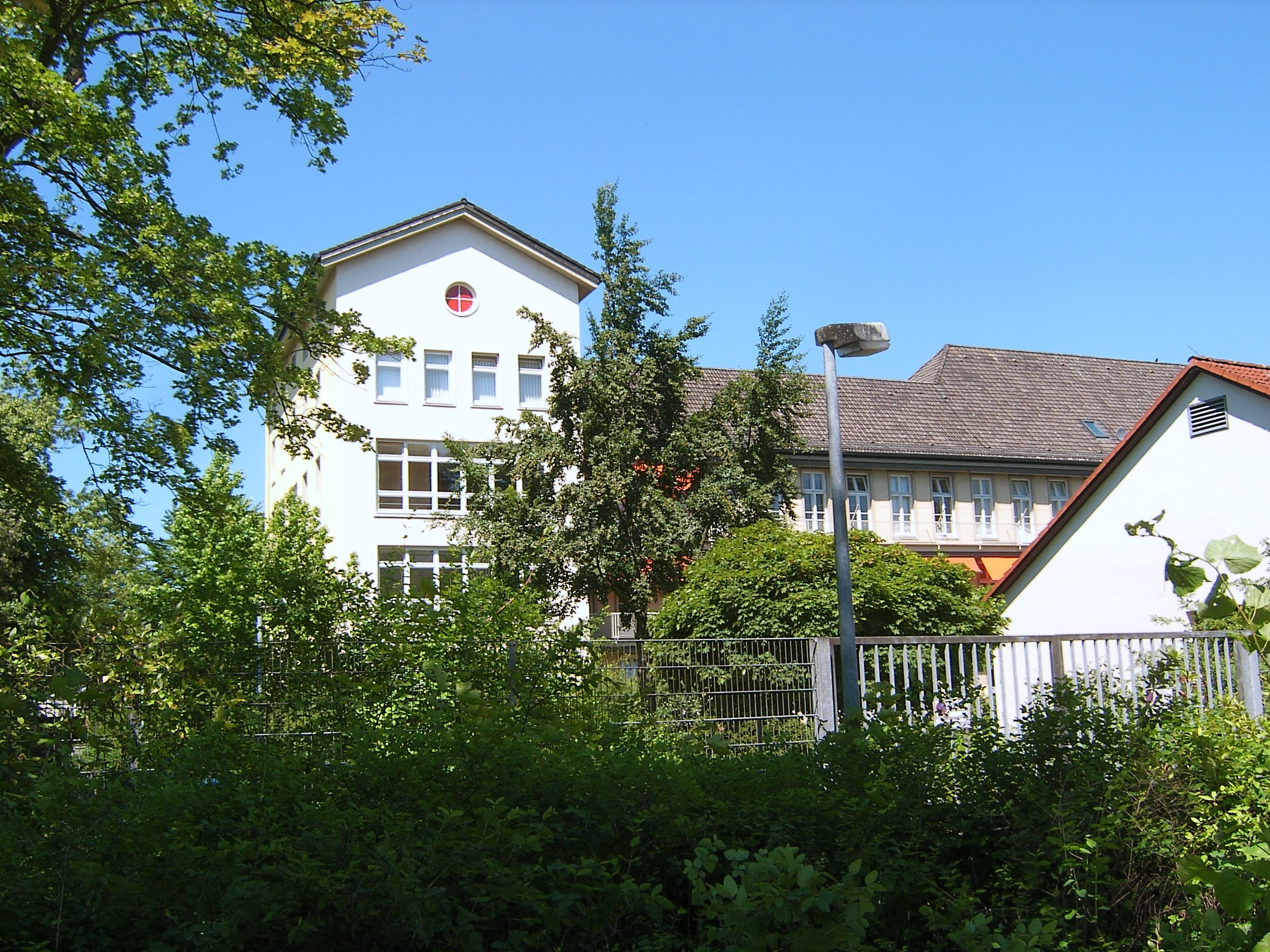
Das Bundeswehr-Krankenhaus

Bekannt ist auch das Bundeswehrkrankenhaus Hamburg. Das Lazarett diente zuvor der deutschen Wehrmacht sowie, nach dem Zweiten Weltkrieg bis Anfang der 1960er Jahre, der britischen Armee.